# Fortune 500
Fortune 500 — щорічний список, що складається та публікується в американському журналі Fortune. До списку входять 500 найбільших американських корпорацій впорядкованих за валовим доходом. Концепція Fortune 500 була створена Едгаром П. Смітом, редактором Fortune.

## Історія
Найперший список Fortune 500 був опублікований у 1955 році і складався з компаній, які отримали прибуток від виробництва та видобутку вугілля або електроенергії. У той же час, журнал «Fortune» публікував також списки 50 найбільших комерційних банків, комунальних підприємств, страхових компаній, компаній роздрібної торгівлі і транспортних компаній.

## Вплив
Станом на 2019 рік, компанії Fortune 500 представляють приблизно дві третини ВВП США із доходом у $13,7 трлн та прибутком в $1,1 трлн. А загальна ринкова вартість складає $22,6 трлн, що становлять приблизно 17 % валового світового продукту. Всього у компаніях працевлаштовано 28,7 мільйонів людей у всьому світі, або 0,4 % від загальної кількості населення Землі.

## Збитки
У липні 2024 року, за повідомленням провідного постачальника послуг хмарного моніторингу, моделювання та страхування Parametrix, загальний прямий фінансовий збиток, завданий компаніям США зі списку Fortune 500 через збій CrowdStrike, становить $5,4 млрд. Несправне оновлення компанії CrowdStrike, яке почали розгортати 19 липня, торкнулося мільйонів компʼютерів по усьому світу. У результаті збою було призупинено польоти літаків, перервано прийоми у лікарнях та припинено мовлення медіа.